# Kilowatogodzina
Kilowatogodzina (kWh) – jednostka pracy, energii oraz ciepła; ilość energii zużywana przez godzinę urządzeniem o mocy kilowata (1000 watów). To jednostka wielokrotna jednostki energii – watosekundy (czyli dżula) w układzie SI:
{\displaystyle 1\;{\text{kWh}}=1\cdot 1000\;{\text{W}}\cdot 60\cdot 60\;{\text{s}}=3\;600\;000\;{\text{Ws}}=3\;600\;000\;{\text{J}}=3,\!6\;{\text{MJ}}.}
Kilowatogodzina jest jednostką energii najczęściej stosowaną w życiu codziennym. W tej jednostce rozliczane jest zużycie energii elektrycznej. Gospodarstwo domowe zużywa miesięcznie kilkaset do kilku tysięcy (przy ogrzewaniu prądem dużego domu) kWh energii elektrycznej.
W zastosowaniach przemysłowych (np. do podawania ilości energii produkowanej rocznie przez elektrownie) stosuje się jednostki większe: megawatogodzinę (MWh), gigawatogodzinę (GWh) oraz terawatogodzinę (TWh). Przykładowo roczna produkcja energii elektrycznej w Elektrowni Siersza w 2012 roku wynosiła ponad 2 TWh, wolumen sprzedaży energii elektrycznej grupy RWE Polska za 2013 rok to ok. 6 TWh, natomiast energia wytworzona przez PGE w 2014 roku to ok. 55 TWh, co stanowi 38% krajowej produkcji w tym roku.
Potoczny skrót „kilowat” jest błędem technicznym, ponieważ kilowat to jednostka mocy, a nie energii.